# 랍다코스
그리스 신화에서 랍다코스(그리스어: Λάβδακος, 라틴어: Labdacus)는 폴리도로스의 외아들이었으며 테바이의 왕이었다. 랍다코스는 테바이를 세운 카드모스의 손자였다. 그의 어머니는 닉테이스로 닉테우스의 딸이었다. 폴리도로스는 랍다코스가 어릴 때 죽어서 닉테우스를 그의 섭정으로 남겼다. 그러나 리코스는 곧 그 직위를 대체하였다. 랍다코스가 자랐을 때 그는 잠시 테바이를 다스렸다. 그는 아테네의 왕 판디온 1세과의 전투에서 패한 후에 전사하였다.
아폴로도로스는 그가 그의 사촌 펜테우스와 같이 디오니수스에 대한 불경으로 디오니소스를 광신하는 여자들에게 찢어졌다고 한다.
리코스는 그의 사후 랍다코스의 아들을 위해 다시 섭정이 되었다.
랍다코스 가 사람으로는 오이디푸스, 라이우스, 안티고네, 폴리니케스, 에테오클레스와 이스메네 등이 있다.